# Kopýchyntsi
Kopýchyntsi (ucraniano: Копи́чинці; polaco: Kopyczyńce; yidis: קאפיטשיניץ Koptchintz) es una ciudad de Ucrania, perteneciente al raión de Chortkiv en la óblast de Ternópil.
En 2017, la ciudad tenía una población de 6748 habitantes. Desde 2018 es sede de un municipio con una población total de unos trece mil habitantes, que incluye como pedanías once pueblos: Výhoda, Hadýnkivtsi, Yemelivka, Kótivka, Maidán, Teklivka, Orýshkivtsi, Rudky, Sujostav, Túdoriv y Yabluniv.
Se ubica a orillas del río Nichlavka, unos 10 km al noreste de Chortkiv, sobre la carretera M19 que lleva a Terebovlia. Al este de Kopýchyntsi sale la carretera T2011, que lleva a Husiatyn.

## Historia
Se conoce la existencia de la localidad desde la segunda mitad del siglo XIV, y durante varios siglos estuvo en manos de su propia familia noble. En 1443 se construyó aquí una fortaleza. Adoptó el Derecho de Magdeburgo en 1564. En 1595 se produjo aquí un ataque importante de las tropas de Severyn Nalyvaiko, que llevó a reforzar notablemente la fortificación en 1600. En los siglos XVII-XVIII, una parte de la ciudad pasó a manos de la familia noble Baworowski y otra fue adquirida por los Sieniawski. En la partición de 1772 se incorporó al Imperio Habsburgo, que en 1850 hizo pasar por aquí una carretera de Ternópil a Zalíshchyky, y en 1890 hizo llegar hasta Kopýchyntsi una línea de ferrocarril desde Ternópil.
En 1921 pasó a formar parte de la Segunda República Polaca, que estableció aquí la sede de un powiat en el voivodato de Tarnópol. En aquella época era un shtetl habitado principalmente por una gran comunidad de judíos que se habían asentado aquí desde el siglo XVIII. Entre 1941 y 1944, los invasores alemanes crearon aquí un gueto en el que encerraron a más de cinco mil judíos, llegando las tropas ocupantes a asesinar en la ciudad y sus alrededores a unas nueve mil personas. La RSS de Ucrania recuperó la zona en 1944, pero con continuos combates contra el Ejército Insurgente Ucraniano que duraron hasta mediados de la década siguiente. La situación de la ciudad era de total decadencia en la posguerra, por lo que perdió su estatus de capital distrital y en 1965 pasó a formar parte del raión de Husyatyn, al que perteneció hasta 2020.